# Giesen
Giesen è un comune di 9.909 abitanti della Bassa Sassonia, in Germania.
Appartiene al circondario (Landkreis) di Hildesheim (targa HI).

## Storia
Il comune di Giesen fu istituito nel 1974 unendo i dissolti comuni di Ahrbergen, Emmerke, Groß Förste, Groß Giesen, Klein Giesen e Hasede, già appartenenti al circondario di Hildesheim-Marienburg.

## Geografia antropica

### Suddivisioni amministrative
Il territorio comunale comprende 5 frazioni (Ortschaft): Ahrbergen, Emmerke, Giesen, Groß Förste e Hasede.